# Conservatorio Reale di Bruxelles
Il Conservatorio Reale di Bruxelles (francese: Conservatoire Royal de Bruxelles, olandese: Koninklijk Conservatorium Brussel) che aveva iniziato le sue attività nel 1813, ricevette il suo nome ufficiale nel 1832.

## Storia
Offrendo corsi di musica e spettacoli teatrali, l'istituzione diventò famosa in parte a causa della reputazione internazionale dei suoi direttori successivi come François-Joseph Fétis, François-Auguste Gevaert, Edgar Tinel, Joseph Jongen o Marcel Poot, ma anche, e forse maggiormente, perché fu frequentata da molti dei migliori musicisti, attori e artisti del Belgio come Arthur Grumiaux, Mademoiselle Dudlay, José Van Dam, Sigiswald Kuijken, Josse De Pauw, Luk van Mello e Luk De Konink. Anche Adolphe Sax, inventore del sassofono, studiò al Conservatorio di Bruxelles.
Nel 1967 l'istituzione si divise in due entità separate: il Koninklijk Conservatorium Brussel, che insegna in olandese e inglese e il Conservatoire Royal de Bruxelles, che ha continuato ad insegnare in francese. L'ex entità diventò una School of Arts dell'Erasmus University College insieme alla scuola di cinema RITCS e associata alla Vrije Universiteit Brussel offre anche un dottorato di ricerca, lauree nelle arti attraverso la Art Platform Brussels. Dal 2009 quest'ultima entità è stata associata all'Ecole Nationale Supérieure des Arts Visuels La Cambre e all'Institut National Supérieur des Arts du Spectacle (INSAS), formando ARTes, un'organizzazione che abbraccia le tre scuole d'arte della Comunità francese del Belgio sopra menzionate a Bruxelles.

## Costruzione
L'attuale edificio del Conservatorio Reale è costituito da tre ali disposte intorno a un cortile ed è opera dell'architetto Jean-Pierre Cluysenaer, costruito su suo disegno tra il 1872 e il 1876.
Lo stile è neorinascimentale, influenzato dall'Ala Lescot del Louvre. Il programma decorativo della facciata è molto elaborato, con cinque sculture frontali separate (Musica Strumentale dello scultore di Liegi Adolphe Fassin, Orchestrazione di Charles van der Stappen, Composizione dello scultore di Anversa Frans Deckers, Arti dello spettacolo di Antoine-Félix Bouré e Poesia dello scultore Barthélemy Frison di Tournai) e altre opere secondarie tra cui ghirlande, cariatidi, palme e strumenti musicali degli scultori Georges Houtstont, Paul de Vigne, Antoine-Joseph Van Rasbourgh, Auguste Braekevelt e Égide Mélot.

## Attività integrative

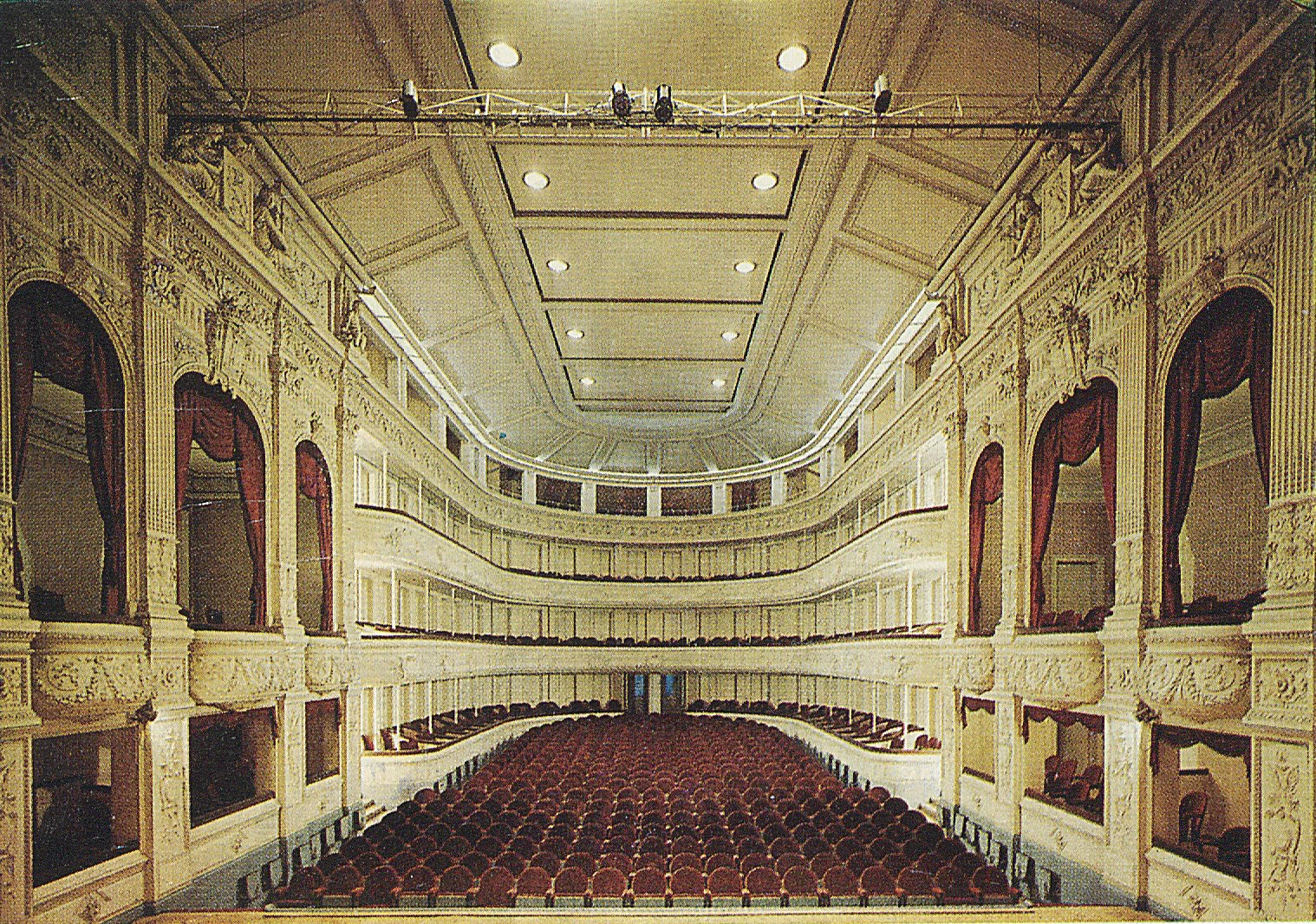
Sala da concerto del Conservatorio reale di Bruxelles (Biblioteca del Conservatorio reale di Bruxelles, B-Bc, SLZ)

### Concerti
Ogni anno il Conservatorio organizza una serie di concerti e spettacoli regolari per studenti, che vanta oltre cento eventi e arricchiti da due festival.
L'ala destra del Conservatorio contiene una sala da concerto decorata da 600 posti in stile Napoleone III con eccezionali qualità acustiche, dotata di un organo Cavaillé-Coll.

### Musical Instrument Museum (Museo degli strumenti musicali) (MIM)
Fondato nel 1877 per consentire agli studenti di avere una formazione pratica sugli strumenti antichi, il museo del Conservatorio, attualmente denominato Museo degli strumenti musicali (MIM) di Bruxelles, espone oltre 8.000 strumenti antichi acquisiti da Fétis, pezzi rari della collezione iniziale, dai vari fondi o da nuove acquisizioni. Dal 2000 il museo, uno dei più importanti del suo genere, si trova nel prestigioso edificio in Art Nouveau ideato nel 1899 dall'architetto belga Paul Saintenoy per i Magazzini Old England.

### Libreria

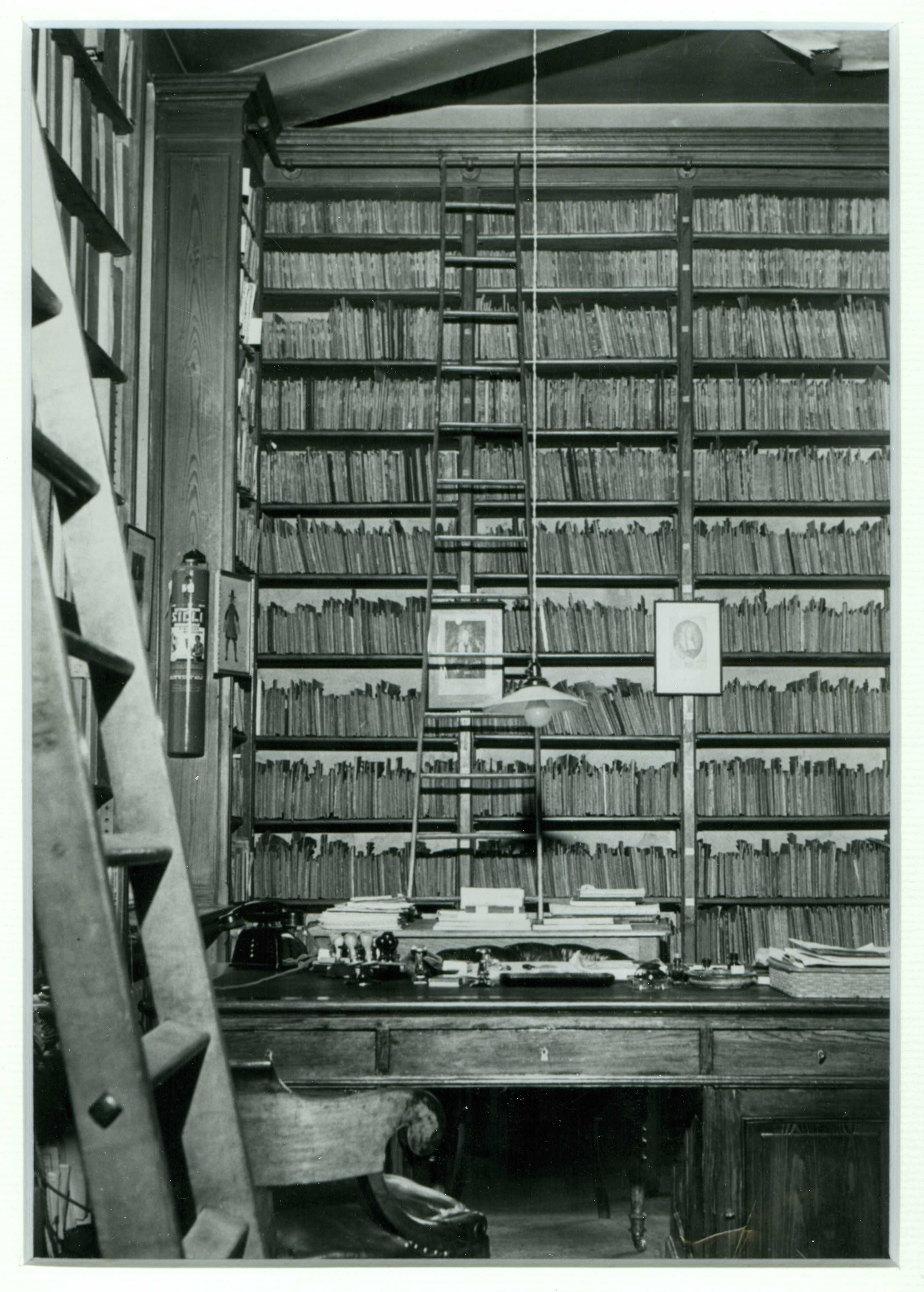
Biblioteca del Conservatorio reale di Bruxelles, ca. 1960 (B-BC, ICO-98022-3)

Creata inizialmente con un obiettivo pedagogico, la biblioteca del Conservatorio ospita circa 250.000 riferimenti, che rappresentano uno strumento scientifico di risonanza internazionale.
Consiste principalmente di lavori sulla musica (inclusi più di 1200 periodici musicali o musicologici), nonché di spartiti originali autografi, stampati o digitalizzati (scansionati). Vi è anche un'importante raccolta di oltre 8.000 libretti di opere italiane, francesi o tedesche del secolo XVII e XVIII, intavolature musicali per liuto e chitarra, diverse migliaia di lettere scritte a mano di musicisti, documenti iconografici (oltre 9.000 brani), programmi di concerti e vari tipi di registrazioni (nastri magnetici, video, vinile 78 giri e 33 giri, CD, ecc.).
Accanto alle collezioni principali, la biblioteca possiede diverse sottocollezioni di importanza storica, che formano insieme un vasto patrimonio:
- La Collezione Johann J.H. Westphal acquistata da Fétis (manoscritti di C.P.E. Bach e G.P. Telemann)[3]
- La Collezione Richard Wagener acquisita dal bibliotecario Alfred Wotquenne (musica tedesca del secolo XVII, XVIII e XIX, inclusi 40 manoscritti autografi di tre figli di J.S. Bach)
- La Collezione Jean-Lucien Hollenfeltz (documenti di Constanze Weber e del figlio minore Franz Xaver Wolfgang Mozart)
- La Collezione Maria Malibran (documenti e oggetti della cantante e della sua famiglia),
- La Collezione Edmond Michotte (pezzi dalla biblioteca privata di Rossini),
- La Collezione Józef Wieniawski (partiture autografe del pianista),
- La Collezione Laurent Halleux,
- La Collezione Joseph Jongen.

La biblioteca è aperta al pubblico. Nel 2015 la biblioteca ha acquisito la raccolta di spartiti di CeBeDeM (Centro belga per la documentazione musicale). In tal modo ha anche assunto gli obiettivi di quest'ultimo nel promuovere la musica contemporanea belga in tutto il mondo.

## Personalità collegate al Conservatorio Reale di Bruxelles

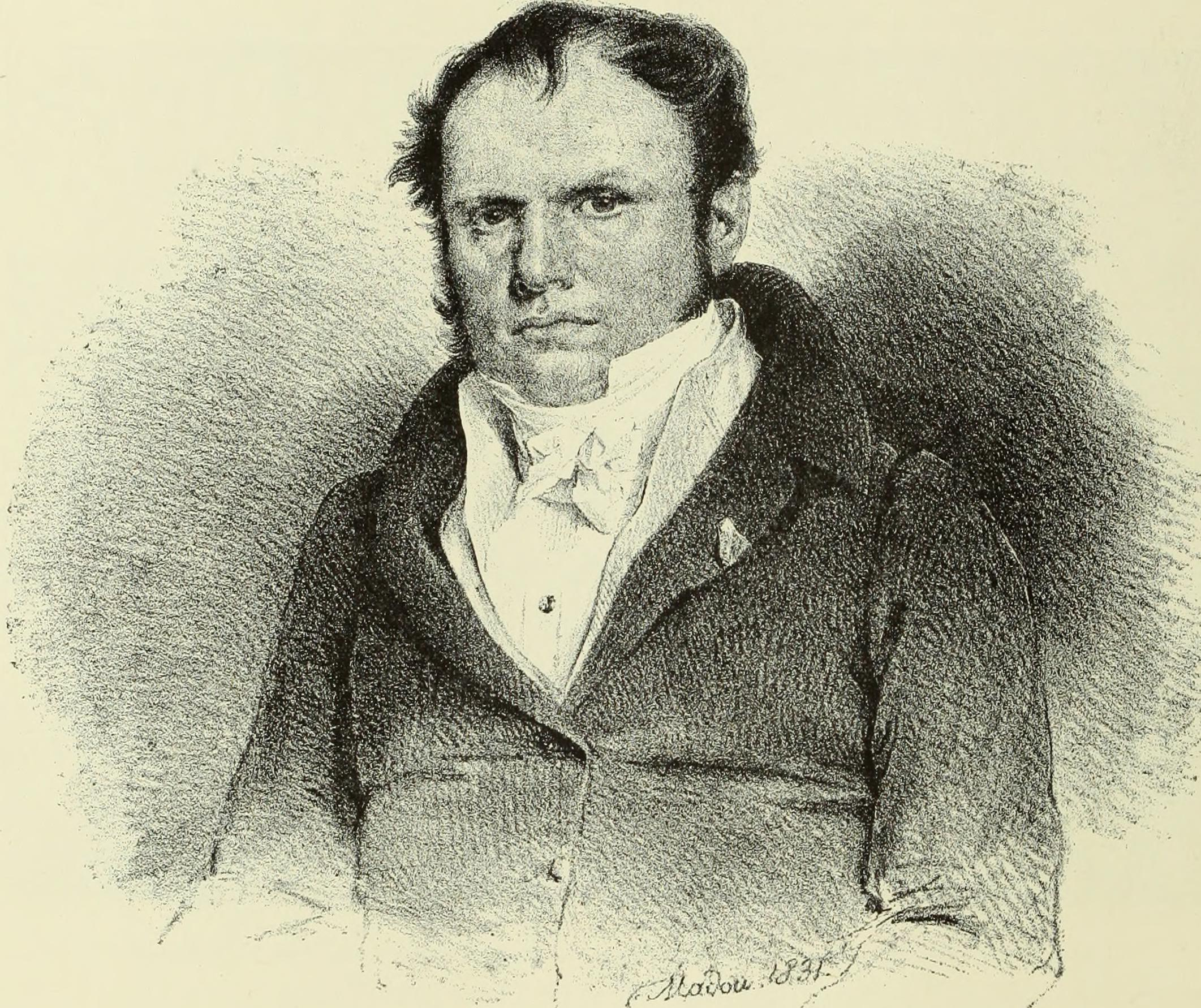
François-Joseph Fétis, primo direttore del Conservatoire Royal de Bruxelles

### Direttori
- 1833-1871: François-Joseph Fétis
- 1871–1908: François-Auguste Gevaert
- 1908–1912: Edgar Tinel
- 1912–1925: Léon Du Bois
- 1925–1939: Joseph Jongen
- 1939–1949: Léon Jongen
- 1949–1966: Marcel Poot

#### Direttori del Conservatoire Royal de Bruxelles
- 1966–1973: Camille Schmit
- 1974–1987: Éric Feldbusch
- 1987–2002: Jean Baily
- 2003–attivo: Frédéric de Roos

#### Direttori del Koninklijk Conservatorium Brussel
- 1966-1994: Kamiel D'Hooghe
- 1994-2004: Arie Van Lysebeth
- 2004-2008: Rafael D'Haene
- 2008–2017: Peter Swinnen
- 2017–attiva: Kathleen Coessens

### Membri di facoltà
- Daniel Blumenthal (pianoforte)
- Boyan Vodenitcharov (pianoforte)
- Igor Oistrach (violino)
- Barthold Kuijken (barocco)
- Katarina Glowicka, computer music
- Luc Devos (pianoforte)
- Jan Michiels (pianoforte)
- Lola Bobesco (violino)
- Yossif Ivanov (violino)
- Adrien François Servais (violoncello)
- Paul Dombrecht (hobo)
- Philippe Pierlot (barocco)
- Norbert Nozy (orchestra di ottoni)
- André Souris (direzione, composizione)
- Jacques Leduc (direzione, composizione)
- Charles Auguste de Bériot, violino
- François Daneels, sassofono
- Bernard Foccroulle, organo
- Julien Ghyoros, direzione
- Jacques-Nicolas Lemmens, organo
- Jean Louël, pianoforte
- Marie Pleyel, pianoforte
- Eliane Reyes, pianoforte
- Adolphe Samuel, composizione
- Henri Vieuxtemps, violino
- Henryk Wieniawski, violino
- Eugène Ysaÿe, violino
- Zygmund Kowalsky (violino)
- Yuzuko Horigome (violino)
- Valery Oistrach (violino)
- Viviane Spanoghe (musica da camera)
- Erik Robberecht (musica da camera)
- Alain Gervreau (barocco)
- François Fernandez (barocco)
- Bart Coen (barocco)
- Bruno Castellucci, percussioni jazz
- Ernest Van Dijck, arte lirica
- Annelies Van Parys, analisi della forma
- Jules Zarembski, pianoforte
- Susanna Mildonian, arpa

### Ex alunni
- Elie Apper
- Isaac Albéniz
- Peter Benoit
- Oskar Back
- Fabrizio Cassol
- Claire Chevallier
- Alain Crépin
- François Daneels
- John Giordano
- Edwin Grasse
- Mansoor Hosseini
- Désiré Magnus
- Alma Moodie
- Norbert H. J. Nozy
- Gianfranco Pappalardo Fiumara
- André Rieu
- Elsa Ruegger
- Noël Samyn
- Adolphe Sax
- Irma Sèthe
- José van Dam
- Eugène Ysaÿe
- Carl Verbraeken
- Alfred Wotquenne